# 坪井浩尚
坪井 浩尚（つぼい こうしょう、1980年 - ）は、日本のプロダクトデザイナー。

## 来歴
静岡県出身。2004年多摩美術大学環境デザイン科卒業。大学卒業後に曹洞宗大本山總持寺にて仏道修行を行う。
2006年の作品発表を期に、2008年に 現KOSHO TSUBOI DESIGNを設立。
浩尚(こうしょう)は法名、本名は(ひろなお)。
代表作にGoogle社の電子デバイス「Magic Calendar」、Meizu社のスピーカー「Gravity」、KDDI社の携帯電話「LIGHT POOL」、Arflex社の椅子「Omega」、プロダクトブランド100%への「Sakurasaku glass」等。
近年では創作テーマとして「Missing」という概念について語っている。
2008-10年 多摩美術大学非常勤講師。

## 経歴
- 1980   東京都生まれ、静岡県育ち
- 2004   多摩美術大学環境デザイン科卒業
- 2004   曹洞宗大本山總持寺に安居
- 2006   HIRONAO TSUBOI DESIGNを設立
- 2008   現KOSHO TSUBOI DESIGNを設立
- 2008 -10 多摩美術大学非常勤講師

## 主な作品
- 2007 Sakurasaku Glass[6]
- 2007 Lamp / Lamp[7]
- 2007 Magnet Tack
- 2008 Humidifer[7]
- 2008 LED Watch[7]
- 2010 Lightpool
- 2012 Omega[4]
- 2012 VOL[8]
- 2017 Gravity[9][10][11][12][13]
- 2017 EP2X[14]
- 2017 Magic Calendar[15]

## 主な受賞歴
- Red Dot Design Award (ドイツ）
- D&AD Global Award（イギリス）
- Good Design Award（日本）
- I.D.Magazine『World emerging designers 40』（アメリカ）
- D&AD『Creative Faces』Japan's most exciting new design talent （イギリス）
- ELLE DECOR Japan『YOUNG JAPANESE DESIGN TALENT 2010』（日本）
- One Show Design（アメリカ）
- WIRED UK「THE WIRED WORLD Best 5 up-coming design in 2017」（イギリス）
- Google Android Experiments Object グランプリ（日本）

## エキシビジョン
- 2006 100% Design London
- 2007 FORMEX
- 2007 Milano Salone
- 2008 Ambiente
- 2008 DESIGNTIDE TOKYO
- 2009 Maison & Objet Paris
- 2009 PROTOTYPE03
- 2017 Media Ambition Tokyo

## 寄稿
- 連載: OPENERS「デザインの理」

## 共著
- 『トップクリエイター26人のアイデアノート』（宣伝会議、2014） ISBN 978-4-88335-301-9 [16]
- 『BRUTUS No.840みんなのZEN。』P.42禅とデザイン。（マガジンハウス、2017）[17]